# Lista de presidentes do Iémen
A seguir uma lista dos presidentes do Iêmen reconhecidos desde sua unificação em 22 de maio de 1990.
| Nº | Retrato | Nome (Nascimento-Morte)                                | Início do mandato       | Fim do mandato          | Partido                 |
| -- | ------- | ------------------------------------------------------ | ----------------------- | ----------------------- | ----------------------- |
| 1  |         | Ali Abdullah Saleh علي عبدالله صالح (1942-2017)        | 22 de maio de 1990      | 25 de fevereiro de 2012 | Congresso Geral do Povo |
| 2  |         | Abd Rabbuh Mansur Al-Hadi عبد ربه منصور هادي (n. 1945) | 25 de fevereiro de 2012 | 22 de janeiro de 2015   | Congresso Geral do Povo |

## Lista de chefes de Estado daRepública de Iémen(1990-atualidade)
Devido aos Golpes de Estado, o Iêmen passou a ter alguns pretendentes a presidentes ocupando contemporaneamente o mesmo cargo em partidos ou grupos opostos.
| Presidencia | Presidente | Presidente                                 | Inicio do mandato      | Fim do mandato          | Partido                 | Vicepresidente                                                       | Vicepresidente |
| ----------- | ---------- | ------------------------------------------ | ---------------------- | ----------------------- | ----------------------- | -------------------------------------------------------------------- | -------------- |
| 1           |            | Ali Abdullah Saleh (1942-2017)             | 22 de maio de 1990     | 27 de fevereiro de 2012 | Congresso Geral do Povo | Ali Salem al Beidh (1990-1994) Abd Rabbuh Mansur al-Hadi (1994-2012) |                |
| 2           |            | Abd Rabbuh Mansur al-Hadi (1945-)          | 7 de fevereiro de 2012 | 6 de fevereiro de 2015  | Congresso Geral do Povo | Khaled Bahah (2015-2016) Ali Mohsen al-Ahmar (2016-presente)         |                |
| 3           |            | Mohammed Ali al-Houthi (de facto) (1979-)  | 6 de fevereiro de 2015 | 15 de agosto de 2016    | Houthis                 | Vacante                                                              |                |
| 4           |            | Saleh Ali al-Sammad (de facto) (1979-2018) | 15 de agosto de 2016   | 19 de abril de 2018     | Houthis                 | Vacante                                                              |                |
| 5           |            | Mahdi al-Mashat (interino de facto)        | 25 de abril de 2018    |                         | Houthis                 | Vacante                                                              |                |